# 花方涼真
花方 涼真 （はながた りょうま、1970年10月23日 - ）は、日本の男性声優。
神奈川県出身。

## 人物
神奈川県出身の声優である。
ゲームやCMなど、幅広い分野で活躍をしている。

## 出演

### ゲーム
- イースⅤ -lost kefin, kingdom of sand- (アビス役)
- 円卓の生徒 (ピロス役)
- 蒼空のフロンティア (ブルタ・バルチャ役)
- 東京新世録 オペレーションアビス  (マイク・コーエン役)

### CM
- 任天堂 DS用ソフト　ぼくらのテレビゲーム検定 ピコッ！とうでだめし
- 任天堂 wii用ソフト　のだめカンタービレ ドリーム☆オーケストラ
- 楽天 オーネット
- 東和不動産